# Focus (Spiel)
Focus ist ein Strategiespiel für 2 bis 4 Personen des Spieleautors Sid Sackson. Es wurde zuerst 1963 in Martin Gardners Spielekolumne der Zeitschrift Scientific American erwähnt. 1965 erschien es bei Whitman/Western Publishing. 1969 wird es in Sacksons Buch A Gamut of Games beschrieben. 1979 erschien es erneut bei Daekor Designs/Hudson’s Bay Company und im Vereinigten Königreich bei Spear’s Games. Eine deutsche Version erschien 1980 bei Parker Brothers und wurde Spiel des Jahres 1981. 1982 erschien das Spiel in den Vereinigten Staaten bei Milton Bradley als Domination und in Brasilien bei Milton Bradley/Estrela als Domínio. 1995 erschien eine deutsche Neuauflage von Focus bei Kosmos.

## Regeln für zwei Spieler
Die Regeln stellen eine Weiterentwicklung des Spieles Laska dar.

Startaufstellung für 2 Spieler

- Gespielt wird auf einem Brett mit 6×6 Feldern und je 4 zusätzlichen Feldern an jeder Seite (siehe Bild). Am Spielbeginn wird auf jedes der 6x6 mittleren Felder je ein Stein gelegt, so dass das abgebildete Muster entsteht.
- Die Steine werden im Spielverlauf aufeinandergestapelt und bilden Türme. Ein einzelner Stein wird im Folgenden auch als ein Turm der Höhe eins bezeichnet. Ein Turm gehört immer dem Spieler, dem der oberste Stein gehört.
- Die Spieler ziehen abwechselnd. Ein Zug besteht entweder darin, einen oder mehrere Steine von einem eigenen Turm zu nehmen und auf ein anderes Feld zu ziehen, oder einen eigenen Stein, den man in einem Vorrat außerhalb des Bretts hat, einzusetzen. Dieser Vorrat ist zu Beginn leer.
- Ein Zug bewegt die x obersten Steine eines Turms x Felder weit in horizontaler oder vertikaler Richtung, d. h. die Zahl der ziehenden Steine bestimmt die Entfernung, über die sie ziehen. Sie können auf ein leeres Feld oder auf einen anderen Turm ziehen, und dazwischenliegende Türme überspringen.
- Das Einsetzen eines Steins kann auf ein beliebiges Feld erfolgen, auch auf eigene oder gegnerische Türme.
- Wenn ein Turm mit mehr als fünf Steinen entsteht, werden die überzähligen von unten her entfernt. Die entfernten Steine gehen in den Vorrat des Spielers über, der den Zug ausführt, soweit sie von seiner Farbe sind. Die andersfarbigen werden aus dem Spiel entfernt.
- Der Spieler, der als letzter einen Zug ausführen kann, gewinnt.

3 Spieler

4 Spieler

Der Mathematiker Paul Yearout hat eine sogenannte Ochsentourstrategie ersonnen. Dabei macht der Nachziehende stets Züge, die die Symmetrie der Stellung erhalten, und kann das Spiel nicht verlieren. Sid Sackson hat als Gegenmaßnahme zwei Regelvorschläge entwickelt: entweder wird die Partie am Ende als Sieg für den Anziehenden gewertet, wenn der Nachziehende nur Symmetriezüge gemacht hat, oder es werden zu Beginn des Spiels zwei Steine der Startaufstellung vertauscht, so dass die Stellung nicht mehr symmetrisch ist. Beide Lösungen lassen sich auch miteinander kombinieren.

## Varianten
- Dieses Spiel war ursprünglich für zwei Personen gedacht. Das Spiel kann auch zu dritt oder zu viert gespielt werden. Dann bekommt jeder Spieler seine eigene Steinfarbe, und gezogen wird reihum. Bei vier Spielern bilden immer zwei Spieler ein Team. Vor dem Spiel wird vereinbart, ob sie ihre Strategie während des Spiels absprechen dürfen.

Die Variante für drei Personen hat Sid Sackson erst später hinzugefügt. In der Dreierversion gewinnt, wer entweder drei Steine jedes Gegners gefangen nehmen konnte oder mindestens zehn Steine, einschließlich seiner eigenen, vom Brett entfernen konnte.

## Preise und Auszeichnungen
1981 wurde Focus zum Spiel des Jahres gewählt. Die Spielregel bekam im gleichen Jahr die Essener Feder.